# Filippo Ambrosini
Filippo Ambrosini (Asiago, 26 aprile 1993) è un pattinatore artistico su ghiaccio italiano che gareggia in coppia con Rebecca Ghilardi. In precedenza, dal 2011 al 2015, ha pattinato insieme ad Alessandra Cernuschi disputando con lei due campionati europei e vincendo un bronzo ai campionati italiani, e, dopo una stagione con Alexandra Iovanna, dal 2016 ha formato una nuova coppia con Ghilardi.

## Biografia
È apertamente omosessuale.

## Carriera
Filippo Ambrosini inizia a pattinare nel 2001 e comincia poi a competere nel singolo maschile, diventando nel corso della stagione 2009-10 campione italiano juniores. Nel 2011 passa al pattinaggio in coppia insieme ad Alessandra Cernuschi, con cui fa il proprio debutto senior a livello internazionale e partecipa a due edizioni dei campionati europei, piazzandosi rispettivamente al 17º posto a Budapest 2014 e al 10º posto ai successivi campionati di Stoccolma 2015. Nell'aprile 2015 viene annunciata la fine del sodalizio tra Ambrosini e Cernuschi in quanto la pattinatrice afferma di volere concentrarsi sugli studi interrompendo l'attività agonistica.
Ambrosini si unisce quindi alla statunitense Alexandra Iovanna per la stagione 2015-16 con risultati modesti; nel gennaio 2016 forma una nuova coppia con la sedicenne Rebecca Ghilardi al suo debutto senior. Nel settembre dello stesso anno, Ambrosini e Ghilardi vincono la medaglia di bronzo al Lombardia Trophy, e un mese dopo ottengono un altro terzo posto alla Coppa internazionale di Nizza. Giungono all'undicesimo posto agli Europei di Ostrava 2017 e al nono posto in quelli di Minsk 2019, oltre a disputare i Mondiali di Saitama 2019 terminando in 19ª posizione.
Insieme a Ghilardi ottiene una medaglia d'argento ai Campionati Europei del 2023 ad Espoo e un bronzo agli Europei del 2024 a Kaunas.

## Programmi

### Con Ghilardi
| Stagione  | Programma corto                                                                  | Programma libero                                          |
| --------- | -------------------------------------------------------------------------------- | --------------------------------------------------------- |
| 2019-2020 | - Women di Florida Georgia Line e Jason Derulo - Kiss in the Sky di Jason Derulo | - C'era una volta in America di Ennio Morricone           |
| 2018-2019 | - Vivo Tango di Maxime Rodriguez                                                 | - The Ballad of Bonnie and Clyde di Georgie Fame          |
| 2017-2018 | - Summertime di George Gershwin eseguito da Rick Wakeman                         | - Pas de Deux (Lo schiaccianoci) di Pëtr Il'ič Čajkovskij |
| 2016-2017 | - Oblivion di Astor Piazzolla                                                    | - Homecoming di Thomas J. Bergersen                       |

### Con Cernuschi
| Stagione  | Programma corto | Programma libero                                                            |
| --------- | --- | --------------------------------------------------------------------------- |

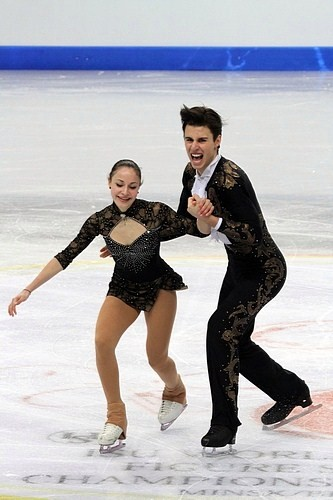
Filippo Ambrosini insieme ad Alessandra Cernuschi ai Mondiali juniores del 2012

| 2014-2015 | - Un Giorno Per Noi da (Romeo e Giulietta) di Nino Rota                                                                              | - Tosca di Giacomo Puccini - E lucevan le stelle - Finale                   |
| 2013-2014 | - Romeo e Giulietta di Nino Rota | - Pearl Harbor di Hans Zimmer                                               |
| 2012-2013 | - El Conquistador di Maxime Rodríguez                                                                                                | - Pearl Harbor di Hans Zimmer                                               |
| 2011-2012 | - Have You Ever Really Loved a Woman? da Don Juan De Marco - Maestro d'amore di Bryan Adams - Concerto d'Aranjuez di Joaquín Rodrigo | - Concerto per pianoforte e orchestra n. 2 di Sergej Vasil'evič Rachmaninov |

## Palmarès

### Con Ghilardi
| Risultati                                                                    | Risultati      | Risultati      | Risultati      | Risultati      | Risultati      | Risultati      | Risultati      | Risultati      | Risultati      |
| Internazionali                                                               | Internazionali | Internazionali | Internazionali | Internazionali | Internazionali | Internazionali | Internazionali | Internazionali | Internazionali |
| Evento                                                                       | 2016–17        | 2017–18        | 2018–19        | 2019-20        | 2020-21        | 2021-22        | 2022-23        | 2023-24        | 2024-25        |
| ---------------------------------------------------------------------------- | -------------- | -------------- | -------------- | -------------- | -------------- | -------------- | -------------- | -------------- | -------------- |
| Giochi olimpici invernali                                                    |                |                |                |                |                | 14°            |                |                |                |
| Campionati mondiali                                                          |                |                | 19º            | C              | 17°            | R              |                |                | 13º            |
| Campionati europei                                                           | 11º            |                | 9º             | 8º             | C              | 5°             | 2°             | 3º             | 6°             |
| GP Finale                                                                    |                |                |                |                |                |                | 5°             | 5°             | 6°             |
| GP Cup of China                                                              |                |                |                |                |                | C              |                | 2°             |                |
| GP della Finlandia                                                           |                |                |                |                |                |                | 1°             |                | 3º             |
| GP Trophée Eric Bompard                                                      |                |                |                | 8º             | C              | 5°             | 4°             |                | 3º             |
| GP d'Italia                                                                  |                |                |                |                |                | 5°             |                |                |                |
| GP NHK Trophy                                                                |                |                |                |                |                |                |                | 3º             |                |
| GP Rostelecom Cup                                                            |                |                |                | 4º             |                |                |                |                |                |
| CS Alpen Trophy                                                              |                |                | 2º             |                |                |                |                |                |                |
| CS Finlandia Trophy                                                          |                |                |                |                |                | R              |                | 2°             |                |
| CS Golden Spin                                                               |                |                |                | 6º             |                | R              | R              | R              | R              |
| CS Lombardia Trophy                                                          | 3º             |                | 6º             |                |                |                |                | 5°             | 4°             |
| CS Nebelhorn Trophy                                                          |                |                | 6º             |                | 1º             |                |                |                |                |
| CS Nepela Trophy                                                             |                |                | 4º             |                |                |                |                |                |                |
| CS Tallinn Trophy                                                            |                |                | 4º             |                |                |                |                |                |                |
| CS U.S. Classic                                                              |                |                |                |                |                |                | 1º             |                |                |
| CS Warsaw Cup                                                                | 5º             | 8º             |                |                |                |                | 2º             |                |                |
| Budapest Trophy                                                              |                |                |                |                |                | 4°             |                |                |                |
| Challenge Cup                                                                |                | 3º             |                |                |                |                |                |                |                |
| Coppa di Nizza                                                               | 3º             |                |                |                |                |                |                |                |                |
| Coppa del Tirolo                                                             | 4º             |                |                |                |                |                |                |                |                |
| Diamond Spin                                                                 |                |                |                |                |                |                |                | 1º             | 1º             |
| Ice Star                                                                     |                |                | 5º             |                |                |                |                |                |                |
| John Nicks Trophy                                                            |                |                |                |                |                |                | 1º             |                |                |
| Lombardia Trophy                                                             |                |                |                |                |                | 3º             |                |                |                |
| Road to 26 Trophy                                                            |                |                |                |                |                |                |                |                | 1º             |
| Shanghai Trophy                                                              |                |                |                | 4º             |                |                |                |                |                |
| Tayside Trophy                                                               |                |                |                |                |                |                |                |                |                |
| Toruń Cup                                                                    |                | 2º             |                |                |                |                |                |                |                |
| Volvo Open Cup                                                               |                |                |                | 1º             |                |                |                |                |                |
| Nazionali                                                                    |                |                |                |                |                |                |                |                |                |
| Campionati italiani                                                          | 3º             | 3º             | 2º             | 2º             | 2º             | 2º             | 2º             | 1º             | 2º             |
| CS = Challenger Series; GP = Grand Prix; R = Ritirati; C = Evento cancellato |                |                |                |                |                |                |                |                |                |

### Con Iovanna
| CS Golden Spin         | 12º |
| CS Tallinn Trophy      | 8º  |
| CS = Challenger Series |     |

### Con Cernuschi
| Campionati europei                                            |      |      | 17º  | 10º |
| CS Golden Spin                                                |      |      |      | 5º  |
| CS Ice Challenge                                              |      |      |      | 5º  |
| CS Volvo Open Cup                                             |      |      |      | 4º  |
| Bavarian Open                                                 |      |      |      | 2º  |
| Merano Cup                                                    |      |      | 5º   |     |
| Toruń Cup                                                     |      |      |      | 4º  |
| Internazionali: categoria Junior                              |      |      |      |     |
| Campionati mondiali                                           | 20º  |      | 8º   |     |
| JGP Austria                                                   |      | 14º  |      |     |
| JGP Bielorussia                                               |      |      | 5º   |     |
| JGP Slovacchia                                                |      |      | 3º   |     |
| Bavarian Open                                                 | 5º   | 4º   |      |     |
| Coupe du Printemps                                            |      | 3º   |      |     |
| NRW Trophy                                                    | 5º   |      |      |     |
| Warsaw Cup                                                    |      | 9º   |      |     |
| Nazionali                                                     |      |      |      |     |
| Campionati italiani                                           | 2º J | 3º J | 2º J | 3º  |
| CS = Challenger Series; JGP = Junior Grand Prix; J = Juniores |      |      |      |     |

### Singolo maschile
| Merano Cup                            |      |     |      | 15º |     |    |
| Internazionali: categoria Junior      |      |     |      |     |     |    |
| JGP Austria                           |      |     |      | 17º |     |    |
| JGP Francia                           |      |     |      | 12º |     |    |
| JGP Italia                            |      |     |      |     | 13º |    |
| JGP Polonia                           |      |     | 19º  |     | 16º |    |
| JGP Ungheria                          |      |     | 17º  |     |     |    |
| Challenge Cup                         |      | 10º |      |     |     |    |
| Coppa di Nizza                        |      |     |      |     | 8º  |    |
| Merano Cup                            |      | 3º  | 5º   |     |     |    |
| Mont Blanc Trophy                     |      |     | 2º   |     |     |    |
| NRW Trophy                            |      | 11º |      | 6º  | 11º |    |
| Triglav Trophy                        |      |     | 1º   | 8º  |     |    |
| Nazionali                             |      |     |      |     |     |    |
| Campionati italiani                   | 4º J |     | 1º J |     | 5º  | 7º |
| JGP = Junior Grand Prix; J = Juniores |      |     |      |     |     |    |